# Liste der Monuments historiques in Domfessel
Die Liste der Monuments historiques in Domfessel führt die Monuments historiques in der französischen Gemeinde Domfessel auf.

## Liste der Bauwerke
| Bezeichnung            | Beschreibung                              | Standort              | Kennzeichnung | Schutzstatus | Datum | Bild           |
| ---------------------- | ----------------------------------------- | --------------------- | ------------- | ------------ | ----- | -------------- |
| Protestantische Kirche | Wehrkirche, zwischen 1330 und 1340 gebaut | Rue de l’Ecole (Lage) | PA00084693    | Classé       | 1877  | weitere Bilder |